# Dramatik
Dramatik är en litterär genre, och utgör tillsammans med lyrik och epik de så kallade tre klassiska, litterära huvudgenrerna. Ordet kommer från början från ett antikt grekiskt ord för 'något som har utförts', och trots att dramatik kan ta många olika former förenas dramatiken som konstform kring framförandet av skrivna texter. För att såväl möjliggöra läsning av dramatiska texter som för att ge riktlinjer vid uppförandet använder författare av dramatik olika grepp, såsom beskrivningar av omgivning, kulisser, och rörelser.
Det finns dock även dramatik som huvudsakligen är skriven för att läsas. Detta brukar kallas för ett läsdrama. En del betraktar Goethes drama Faust som ett läsdrama. 
Vanligtvis författas dramatik på prosa eller vers, och följer en eller flera personer.

## Dramatiken iantikens Grekland
De äldsta dramerna man känner till kommer från antikens Grekland. Det finns ingen klarhet kring exakt hur gammalt dramat är, men förmodligen härrör de från för mer än 2 500 år sedan. Förmodligen växte den tidiga dramatiken fram ur hyllningsriter till den grekiske guden Dionysos. Under festivaler till gudens ära brukade sällskap av 50 atenska medborgare i körer, ledda av en choragos, framföra dityrambisk poesi. Festandet avslutades med att en get offrades; get heter på grekiska tragos. Från dessa fester härrör även namnen på de två huvudsakliga undergenrerna, tragedi och komedi. Tragedi härrör från den offrade geten, och betyder ordagrant getens sång, medan komedi härrör från ordet kômos, som är det antika grekiska ordet för festlighet.
Omkring 600-talet f.Kr. förändrades dramatiken i antikens Grekland. Mitt under seklet inleddes en vårfestival i Aten, där de bästa dityrambiska dikterna fick pris. Till festivalen tillades en orchestra ("en plats där man dansar") som ett cirkulärt område för framträdandet, och runt orkestern placerades permanenta sittplatser, en theatron ("plats för att se"). En tempelfasad (skene) byggdes vid orkesterns bakre del, och framför den konstruerades en upphöjd scen (proskenion), som huvudsakligen var den plats som representerade härskarens plats. En parodoi som byggdes vid fasadens sidor dolde skådespelarnas förberedelser från publiken, och en mechane, liknande en kran, byggdes för att kunna skildra gudar som sänks ned från himlen, eller liknande effekter.
År 535 f.Kr. vann Thespis den årliga tävlingen med en dikt där en medlem ur kören fick hålla en dialog i konversationsform. Denna innovation skulle kunna sägas vara startskottet för dramatiken. Under århundradet som följde, 500-talet f.Kr.-400-talet f.Kr., fortsatte förändringarna av dramatiken, och det är den här tidsperioden som ofta kallas för det grekiska dramats guldålder. De tre stora attiska tragöderna är i kronologisk ordning Aischylos, Sofokles och Euripides. Flera av deras pjäser, t.ex. Antigone och Medea, spelas fortfarande på scener runt om i världen. Aristofanes är fortfarande ihågkommen för sina komedier. Merparten av texterna som överlevt till i dag är dock tragedier.

## Elisabetansk teater
Den elisabetanska teatern under sent 1500-tal och tidigt 1600-tal har haft en stor inverkan på efterkommande dramatik, då främst på grund av William Shakespeares pjäser. Sedan romantiken har han ansetts vara den främste av dramatiker och han förblir den mest spelade in i vår tid, trots svårigheterna att gestalta en Shakespeare-text i en modern kontext.

## 1800-talets dramatik
Under och efter Andra kejsardömet expanderade det parisiska teaterlivet kraftigt och här kan man finna ursprunget till det som kallas det borgerliga dramat, som växte fram ur realismens litteratur och senare naturalismen. Teatern skildrade nu sin samtid och man eftersträvade den välgjorda pjäsen: en uppdaterad variant av klassisk aristotelisk dramaturgi. Pjäserna utspelade sig gärna i borgerliga miljöer och publiken var i stort sett samma personer som stod på scenen. De skandinaviska dramatikerna Henrik Ibsen och August Strindberg kom att bli framstående inom den här riktningen.

## Modern dramatik
Modern dramatik kommer i många former. Den är dock starkt präglad av realismen och naturalismen från 1800-talet, men även bland annat av  Antonin Artauds och Bertolt Brechts kritik av den klassiska teatern och dess illusioner.  Den skildrar stundtals tillstånd istället för handlingar, som är brukligt i äldre dramatik. En stark trend influerad av poststrukturalismen är det som kallas postdramatisk teater, en riktning som till form och innehåll ligger nära performancekonsten.

## Form
Dramatik med avsikt att framföras på scen eller i annat medium har i regel den klassiska formen: rollfigurens namn följt av replik. Mellan repliker kan dramatikern sätta ut scenanvisningar för att tydliggöra rollfigurernas handlingar – som exemplet nedan ur Sarah Kanes Krevader från 1995:
IAN

Glad att du kom med. Trodde inte att du skulle göra det.

(Han gör en gest mot champagneflaskan och ser på henne med frågande min.)

CATE

(Skakar på huvudet.)

Jag blev orolig.

IAN

För det här? (Han knackar sig lätt i bröstet.) Spelar ingen roll.

Här ser vi hur Ian erbjuder champagne och hur Cate tackar nej utan att det framkommer i replik. För tydlighet och läsbarhet markeras ofta scenanvisningar med parenteser och/eller kursiv stil.

- Dramaturgi

1. 
2. 
3. 
4. 
5. 
6. 
7. 
8. 